# Бузургон
Бузургон (тадж. Бузургон) — село в Гафуровском районе Согдийской области Республики Таджикистан. Входит в состав джамоата (сельской общины) Ёва Гафуровского района.
Находится на расстоянии 14 км от райцентра (пгт. Гафуров) и 2 км до центра общины (с. Кучаи Калон).
Население — 2440 чел. (2017).